# Бюро, Жан

Герб Бюро

Жан Бюро (фр. Jean Bureau; ок. 1390 — 5 июля 1463, Париж) — французский военачальник времён Столетней войны, главный магистр артиллерии Франции. Командовал французскими силами в сражении при Кастийоне, которое считается последней битвой Столетней войны. Был одним из первых европейских полководцев, полагавшихся на активное использование артиллерии.

## Биография
Жан Бюро был вторым сыном жителя Парижа Симона Бюро и его жены Элен. Он родился городке Семуан в Шампани, а затем изучал право в Париже. Во время оккупации севера Франции англичанами занимал должность комиссара в Шатле.
В 1434 году Бюро покинул Париж и перешёл на службу к королю Карлу VII, сперва в качестве сборщика налогов в Париже, затем, после осады Мо в 1439 году, был назначен командующим артиллерии Франции. Вместе со своим младшим братом Гаспаром реорганизовал французскую артиллерию, начав применение бронзовых пушек лёгкого и среднего калибра, вместо огромных по размерам и крайне низкоскорострельных кованых железных бомбард. Во многом благодаря усилием братьев Бюро, Франция к середине XV века обладала самой передовой артиллерий в мире.
Бюро принял участие в осадах Понтуаза и Афлёра, во взятии Байё и Кана. Участвовал в военных действиях в Гиене: в битвах при Бержераке, Монгионе и Блайе. Осуществил осаду и взятие Либурна.
В 1440 году был назначен казначеем севера Франции (Trésorier de France pour la langue d‘oil). В 1444 стал бальи в Мо. В 1450 — 1452 годах возглавлял парижскую купеческую гильдию (Prévôt des marchands de Paris).
После завершения кампании в Гиени Бюро был назначен бессрочным бургомистром Бордо, однако в 1452 году местная знать и горожане подняли антифранцузское восстание, что позволило англичанам вернуть утраченные позиции в регионе.
В следующем году, в ходе второй Гиенской кампании, войска под руководством Жана Бюро одержали решительную победу на англичанами при Кастийоне. В ходе битвы решающую роль сыграла артиллерия. Сам командующий силами англичан, лорд Талбот, оказался придавлен собственным конём, убитым ядром, лишившись, таким образом возможности командовать войском. Сражение при Кастийоне стало последней битвой в Столетней войне и ознаменовало окончательную победу французов.
По случаю своей коронации в 1461 году Людовик XI произвёл Бюро в рыцарское достоинство. Жан Бюро умер в Париже в возрасте около 70 лет 5 июля 1463 года.

## Дети
- Пьер, (1421 — июль 1456), апостольский протонотарий, архидиакон Реймский, епископ Орлеана (1447), епископ Безье (1451)
- Жан, (ум. 2 мая 1490 года) архидиакон Парижа, епископ Безье (1457), аббат Мориньи
- Дочь замужем за Николя де ля Балю, братом кардинала Жана де ла Балю
- Дочь замужем за Жоффруа, сыном Жака Кёра,